# Brit Awards 2023
Les Brit Awards 2023 ont lieu le 11 février 2023 à l'O2 Arena à Londres. Il s'agit de la 43e cérémonie des Brit Awards, présentée par Mo Gilligan (en) diffusée en direct sur le réseau de télévision ITV et sur la plateforme numérique de vidéo à la demande ITVX (en).

## Nominations
Les trois nommés pour le Rising Star Award (qui a remplacé en 2020 le prix du choix des critiques) sont annoncés le 29 novembre 2022 et le lauréat est révélé le 8 décembre 2022,.
Pour toutes les autres catégories, les nominations sont annoncées le 12 janvier 2023. Harry Styles et le groupe Wet Leg, en lice dans quatre catégories chacun, sont les artistes les plus nommés de cette édition.
Depuis l'édition précédente, les catégories ne sont plus genrées, cependant des critiques se sont élevées au sujet de la catégorie artiste de l'année dont les nommés sont exclusivement masculins,.

## Résultats
Le chanteur britannique Harry Styles est le grand gagnant de la soirée, il remporte en effet les quatre prix pour lesquels il est nommé et égale le record de récompenses lors d'une même cérémonie, rejoignant le groupe Blur et la chanteuse Adele sacrés quatre fois respectivement en 1995 et en 2016.
La chanteuse américaine Beyoncé et le groupe britannique Wet Leg repartent chacun avec deux trophées.
Les lauréats des catégories producteur de l'année et auteur-compositeur de l'année sont dévoilés la veille de la cérémonie sans nomination au préalable.
Un vote ouvert au public entre le 19 janvier et le 2 février 2023, via le réseau social TikTok, a servi à désigner les vainqueurs des catégories meilleur artiste Pop/RnB, meilleur artiste dance, meilleur artiste rock/alternatif et meilleur artiste hip-hop/grime/rap.

## Trophée
L'artiste d'origine nigériane Slawn a créé le design de la statuette remise aux lauréats.     

## Interprétations sur scène
Plusieurs chansons sont interprétées lors de la cérémonie.
- Harry Styles : As It Was
- Wet Leg : Chaise Longue
- Lewis Capaldi et House Gospel Choir : Forget Me
- Lizzo : Special / 2 Be Loved (Am I Ready) / About Damn Time
- Stormzy : Hide & Seek / I Got My Smile Back
- Cat Burns : Go
- Sam Smith et Kim Petras : Unholy
- David Guetta, Becky Hill, Ella Henderson et Sam Ryder : Remember / Crazy What Love Can Do / I'm Good (Blue)

## Palmarès
Les lauréats apparaissent en caractères gras

### Meilleur album britannique
- Harry's House de Harry Styles
  - Being Funny in a Foreign Language (en) de The 1975
  - Actual Life 3 (January 1 - September 9 2022) de Fred Again
  - This Is What I Mean (en) de Stormzy
  - Wet Leg de Wet Leg

### Artiste de l'année
- Harry Styles
  - Central Cee
  - Fred Again
  - George Ezra
  - Stormzy

### Groupe de l'année
- Wet Leg
  - The 1975
  - Arctic Monkeys
  - Bad Boy Chiller Crew (en)
  - Nova Twins

### Chanson de l'année
- As It Was de Harry Styles
  - Baby d'Aitch (en) et Ashanti
  - Go de Cat Burns
  - Starlight de Dave
  - Merry Christmas d'Ed Sheeran et Elton John
  - B.O.T.A. (Baddest of Them All) d'Eliza Rose (en) et Interplanetary Criminal
  - Green Green Grass de George Ezra
  - Forget Me de Lewis Capaldi
  - Afraid to Feel de LF System (en)
  - Unholy de Sam Smith et Kim Petras

### Meilleur artiste pop/R&B
- Harry Styles
  - Cat Burns
  - Charli XCX
  - Dua Lipa
  - Sam Smith

### Meilleur artiste dance
- Becky Hill
  - Bonobo
  - Calvin Harris
  - Eliza Rose (en)
  - Fred Again

### Meilleur artiste rock/alternatif
- The 1975
  - Arctic Monkeys
  - Nova Twins
  - Tom Grennan
  - Wet Leg

### Meilleur artiste hip-hop/grime/rap
- Aitch (en)
  - Central Cee
  - Dave
  - Loyle Carner
  - Stormzy

### Meilleur nouvel artiste
- Wet Leg
  - Kojey Radical (en)
  - Mimi Webb (en)
  - Rina Sawayama
  - Sam Ryder

### Rising Star Award
- Flo
  - Cat Burns
  - Nia Archives (en)

### Artiste international de l'année
- Beyoncé
  - Burna Boy
  - Kendrick Lamar
  - Lizzo
  - Taylor Swift

### Groupe international de l'année
- Fontaines D.C.
  - Blackpink
  - Drake et 21 Savage
  - First Aid Kit
  - Gabriels

### Chanson internationale de l'année
- Break My Soul de Beyoncé
  - I'm Good (Blue) de David Guetta et Bebe Rexha
  - Peru de Fireboy DML et Ed Sheeran
  - We Don't Talk About Bruno d'Adassa, Stephanie Beatriz, Mauro Castillo (en),Rhenzy Feliz (en), Carolina Gaitán (en) et Diane Guerrero
  - ABCDEFU de Gayle
  - First Class de Jack Harlow
  - About Damn Time de Lizzo
  - Where Are You Now de Lost Frequencies et Calum Scott
  - I Ain't Worried de OneRepublic
  - Anti-Hero de Taylor Swift

### Producteur de l'année
- David Guetta

### Auteur-compositeur de l'année
- Kid Harpoon (en)

## Artistes à récompenses multiples
- 4 récompenses:
  - Harry Styles

- 2 récompenses:
  - Beyoncé
  - Wet Leg

## Artistes à nominations multiples
- 4 nominations:
  - Harry Styles
  - Wet Leg

- 3 nominations:
  - The 1975
  - Cat Burns
  - Fred Again
  - Stormzy

- 2 nominations:
  - Aitch
  - Arctic Monkeys
  - Beyoncé
  - Central Cee
  - Dave
  - Ed Sheeran
  - Eliza Rose
  - George Ezra
  - Nova Twins
  - Sam Smith
  - Taylor Swift